# Procloeon bifidum
Espèce
Procloeon bifidum est une espèce d'insectes éphéméroptères de la famille des Baetidae. L'adulte de cet insecte est imité pour la fabrication de mouches de pêche.